# Estación de Maison Blanche
Maison Blanche (en español: Casa Blanca) es una estación de las líneas 7 y 14 del metro de París situada en la base de los dos ramales en los que se divide el sur de la línea. Se encuentra en el XIII Distrito, al sur de la capital. 

## Historia
La estación se abrió el público el 7 de marzo de 1930 como parte de la línea 10. En 1931, el tramo en el que se encuentra se adjudicaría a la línea 7.  
Debe su nombre al barrio de Maison blanche, que encuentra su origen en una antigua posada de mismo nombre.
En el verano de 1995, Francia fue el objetivo de una oleada de atentados perpetrados por el Grupo Islámico Armado (GIA). El 29 de septiembre de 1995, uno de los autores materiales de los diferentes atentados cometidos en Francia, Khaled Kelkal, fue localizado y abatido por la gendarmería en un lugar llamado Maison Blanche, en el departamento del Ródano, lejos de la capital.  El 6 de octubre de 1995, el día de su entierro, una bomba hace explosión en la estación de metro causando 18 heridos.
La integración de la estación en la línea 14 se concretó con la apertura de la extensión sur de esta línea el 24 de junio de 2024, como parte del proyecto Grand Paris Express.

## Descripción
Se compone de dos andenes laterales de 105 metros de longitud y de dos vías.
Está diseñada en bóveda elíptica revestida completamente de los clásicos azulejos blancos biselados del metro parisino, con la única excepción del zócalo que es de color marrón. Los paneles publicitarios emplean un fino marco dorado con adornos en la parte superior.
Su iluminación ha sido renovada empleando el modelo vagues (olas) con estructuras casi adheridas a la bóveda que sobrevuelan ambos andenes proyectando la luz en varias direcciones.
La señalización por su parte usa la tipografía CMP donde el nombre de la estación aparece sobre un fondo de azulejos azules en letras blancas. Por último, los asientos de la estación son amarillos, individualizados y de tipo Motte.

## Accesos
La estación dispone de cinco accesos todos ellos situados a lo largo de la avenida de Italia.